# 华中师范大学大理附属中学
华中师范大学大理附属中学（大理市大理第二中学），简称华中师大大理附中（大理二中），是云南省大理州大理市喜洲镇的一所普通高级中学，是云南省一级三等高级中学。其前身是民国二十八年（1939年）创办的大理县私立五台中学，是云南省建校最早的完全中学之一，1953年更名为大理二中，2009年挂牌为“华中师范大学大理附属中学”。

## 历史沿革
1937年，喜洲工商界知名人士董澄农、严燮成等倡议创办大理县私立喜洲初级中学，后定名为大理县私立五台中学，因地处苍山五台峰麓而得名。1939年4月7日成立第一届校董会，董澄农任董事长。五台中学于1939年秋季开始招生，首届学生招收初中一年级2个班，二年级1个班，8月25日开课。11月11日新校舍竣工启用，此日被定为校庆日。1941年，以“大理县立喜洲师范”的名义，招收三年制师范一个班。1943年秋开始招收高中学生。1939年—1949年间，五台中学共毕业初中11个班629人，师范1个班34人，高中4个班168人。五台中学的学生半数来自大理县，其余遍布滇西各县。五台中学校址在当时的喜洲西郊，总面积52亩，教室、办公室、礼堂、综合楼、图书馆、科学馆、学生宿舍、食堂和厨房等建筑齐备，校园东部的运动场占地面积约12,000平方米。学校的重大事务由校董会决定，校长由董事会聘任，但校董会并不干涉学校内部工作。1939年至1946年华中大学西迁喜洲办学期间，五台中学成为华中大学教育学院的实习基地，华中大学选派优秀教师和学生到五台中学任教，华中大学的教师子女亦在五台中学就读。
中华人民共和国成立后，五台中学校长由中共党员接任。因当时校董会在经济上已无力维持学校，师生员工代表与校董会协商后，请求政府接办学校。1952年12月，云南省教育厅批准五台中学由政府接办，更名为大理二中，受大理专区行署领导。1953年1月2日举行交接仪式。1962年，因贯彻八字方针，大理二中停止招收高中生，1970年恢复。“文革”期间学校教学秩序受到严重破坏。2005年，停止初中招生。2010年评定为云南省二级一等高级中学。
鉴于该校五台中学时期与华中大学（今华中师范大学）的旧谊，二十一世纪以来华中师范大学与大理二中开展了一系列的合作。2008年4月，华中大学西迁办学纪念碑在大理二中落成。2008年12月，华中师范大学与大理市人民政府签署协议，确定大理二中为华中师范大学在大理市的实验基地。2009年7月28日，签署《合作框架协议》，大理二中被列为华中师范大学附属中学。11月11日，70周年校庆之际，大理二中正式挂牌为“华中师范大学大理附属中学”。2017年3月2日，签订《合作办学协议书》。2017年6月19日，华中师范大学管理团队入驻大理二中，启动合作办学。